# Référendum constitutionnel béninois de 1990
Le Référendum constitutionnel de 1990 au Bénin est un référendum constituant portant sur le projet de constitution de la  République du Bénin. Il a lieu le 2 décembre 1990.
La population est notamment amenée à se prononcer sur l'adoption du multipartisme comme système politique et sur l'instauration d'une limite d'âge pour les candidats à la présidence de la république.
Le référendum est adopté avec 93,2 % de votes en faveur du passage au multipartisme et 73,3 % en faveur de la limite d'âge .

## Contexte
Les résolutions sont issues de la Conférence nationale souveraine du Bénin. 
Le référendum du 2 décembre 1990 constitue alors la nouvelle constitution devant servir de cadre pour la prochaine élection présidentielle  organisée en août 1991.

## Résultats
| Choix                          | Votes                  | %                      | Votes     | %    |
| ------------------------------ | ---------------------- | ---------------------- | --------- | ---- |
| Oui mais avec limitation d'âge | 926 860                | 73,3                   | 1 178 924 | 93,2 |
| Oui mais sans limitation d'âge | 252 064                | 19,9                   | 1 178 924 | 93,2 |
| Non                            | Non                    | Non                    | 85 717    | 6,8  |
| Votes blancs ou nuls           | Votes blancs ou nuls   | Votes blancs ou nuls   | 40 229    | –    |
| Total                          | Total                  | Total                  | 1 304 870 | 100  |
| Inscrits/Participation         | Inscrits/Participation | Inscrits/Participation | 2 052 105 | 63.6 |